# 内田康夫
内田 康夫（うちだ やすお、1934年11月15日 - 2018年3月13日）は、日本の推理作家。西村京太郎、山村美紗とともに、旅情ミステリー作家の代表的人物として知られる。代表作（シリーズ）に『浅見光彦』（「浅見光彦シリーズ」も参照）、『岡部警部』（「岡部警部シリーズ」も参照）、『竹村岩男』（テレビドラマ版は『信濃のコロンボ』参照）など。
特に『浅見光彦シリーズ』は、テレビ会社各局の2時間ドラマ帯にて長期シリーズを獲得するなど人気を博しており、その中の一作『天河伝説殺人事件』は映画にもなった。後述における「初期三作」のうち、商業デビュー作とされる第三作『後鳥羽伝説殺人事件』は『浅見光彦』シリーズの第一作でもある。
発表した作品の累計発行部数は1億部を超える。

## 来歴
東京府東京市滝野川区（現・東京都北区）生まれ。
父は長野県長野市出身の医師。実家が戦災に遭い長野市を皮切りに戸隠山麓の村、秋田県羽後町、雄勝町、埼玉県、静岡県沼津市などを転々。戦中は秋田県秋の宮（現湯沢市、旧雄勝町）に疎開していた。（後述の鬼首殺人事件はこの地区を題材にしたものである。また同時期に同地区に武者小路実篤が疎開していた。）
埼玉県立川越高等学校卒業、東洋大学文学部国文学科中退。日本テレビジョン、一光社でCMアニメの制作スタッフとして働く。のちコピーライター、CM製作会社の社長を経験。趣味は囲碁で、2008年に第2回「文人碁会」で優勝している。将棋も愛好しており、羽生善治が対戦した時の棋譜をよくリクエストされたことを、将棋雑誌の編集部に当時勤めていた大崎善生が回想している。
1980年に第一作『死者の木霊』を、翌年1981年に第二作『本因坊殺人事件』を栄光出版社よりそれぞれ自費出版した。この初期2作のうち『死者の木霊』が朝日新聞1981年3月8日朝刊の読書欄にて紹介されて話題となり、第三作となる『後鳥羽伝説殺人事件』が1982年、廣済堂出版より発刊されて商業ベースのデビュー作となる。
その後、初期2作は別の出版社に買い上げられた。『死者の木霊』は1983年に講談社文庫より『本因坊殺人事件』は1984年にエイコー・ノベルズより出版されており、その後に各出版社（集英社、角川書店など）が発刊を手がけている。ただし出版社が書籍に附す通常のプロフィールにおいては「執筆第一作でありメディアにおいて最初に取り上げられた作品」と言う意味で『死者の木霊』をデビュー作として置いている。作家として軌道に乗った後は「浅見光彦シリーズ」ほか膨大な数の小説を執筆し、長野県軽井沢町に居を構え、夫婦で豪華客船の旅に出るなど、悠々自適の生活を送る。また、軽井沢町発地にある「Tea Salon 軽井沢の芽衣」のオーナーでもある。
2015年7月26日、軽度の脳梗塞が見つかり入院。その際に毎日新聞で連載していたシリーズの114作目となる浅見光彦シリーズ作「孤道」は2015年8月12日で終了した。この時点では後日に書き下ろしとして刊行する予定であったが、2017年3月、以前のような執筆活動が難しくなったという理由により、作家活動を正式に休止（休筆宣言）。「孤道」については5月に連載分をまとめ、毎日新聞出版で刊行。物語の結末部分については一般公募を行ない、最優秀作が出た場合は、その作品を「完結編」として刊行するとした。
2015年11月に 一般財団法人内田康夫財団が設立され、2016年4月には軽井沢町長倉に浅見光彦記念館が開館した。
2018年3月13日、敗血症のため東京都内で逝去。83歳だった。同年12月18日に3月13日の命日の文学忌を「野想忌（やそうき）」することが発表された。

## 作品リスト
作品名の後ろの括弧内は著作番号、長編作品には作品の舞台となった主要都道府県名を付記している。便宜上、主要探偵別で分類したが、内田作品に登場する複数の探偵の『競演もの』も存在する。

### 浅見光彦シリーズ
- 後鳥羽伝説殺人事件 (3、広島・島根)
- 平家伝説殺人事件 (5、高知)
- 赤い雲伝説殺人事件 (9、山口)
- 津和野殺人事件 (13、島根)
- 佐渡伝説殺人事件 (16、新潟)
- 白鳥殺人事件 (18、岐阜・大阪)
- 天城峠殺人事件 (20、静岡・岩手)
- 小樽殺人事件 (22、北海道)
- 高千穂伝説殺人事件 (23、宮崎)
- 「首の女」殺人事件 (25、島根・福島)
- 漂泊の楽人 (27、新潟・静岡)
- 鏡の女 (28)
  - 短編集（収録作「鏡の女」「地下鉄の鏡」「透明な鏡」）
- 美濃路殺人事件 (30、岐阜・宮城)
- 長崎殺人事件 (31、長崎)
- 終幕（フィナーレ）のない殺人 (33、神奈川)
- 竹人形殺人事件 (35、福井)
- 軽井沢殺人事件 (36、長野) ※信濃のコロンボシリーズとのクロスオーバー作品
- 佐用姫伝説殺人事件 (37、佐賀)
- 恐山殺人事件 (38、青森・秋田)
- 日光殺人事件 (39、栃木・静岡)
- 天河伝説殺人事件[上・下巻] (40、奈良）
- 鞆の浦殺人事件 (41、広島)
- 志摩半島殺人事件 (42、三重・岩手)
- 津軽殺人事件 (43、青森)
- 江田島殺人事件 (44、広島)
- 隠岐伝説殺人事件[上・下巻/上下合本あり] (46、島根)
- 城崎殺人事件 (48、兵庫)
- 隅田川殺人事件 (50、東京)
- 横浜殺人事件 (51、神奈川)
- 金沢殺人事件 (52、石川)
- 讃岐路殺人事件 (53、香川)
- 日蓮伝説殺人事件[上・下巻/上下合本あり] (54、山梨・千葉)
- 琥珀の道（アンバーロード）殺人事件 (55、岩手)
- 菊池伝説殺人事件 (56、熊本・長野)
- 神戸殺人事件 (58、兵庫)
- 琵琶湖周航殺人歌 (59、滋賀)
- 御堂筋殺人事件 (60、大阪)
- 歌枕殺人事件 (61、宮城)
- 伊香保殺人事件 (62、群馬)
- 平城山（ならやま）を越えた女 (63、奈良)
- 「紅藍（くれない）の女（ひと）」殺人事件 (64、山形・神奈川)
- 耳なし芳一からの手紙 (65、山口)
- 三州吉良殺人事件 (66、愛知)
- 上野谷中殺人事件 (67、東京)
- 鳥取雛送り殺人事件 (68、鳥取)
- 浅見光彦殺人事件 (69、福岡)
- 博多殺人事件 (70、福岡)
- 喪われた道 (71、静岡)
- 鐘 (72、富山・香川)
- 「紫の女」殺人事件 (73、静岡・京都)
- 薔薇の殺人 (74、兵庫)
- 熊野古道殺人事件 (75、和歌山)
- 若狭殺人事件 (76、福井・京都)
- 風葬の城 (77、福島)
- 朝日殺人事件 (78、富山・新潟)
- 透明な遺書 (80、福島・富山)
- 坊っちゃん殺人事件 (81、愛媛)
- 「須磨明石」殺人事件 (82、兵庫)
- 斎王の葬列 (84、滋賀)
- 鬼首（おにこうべ）殺人事件 (86、秋田)
- 箱庭 (88、山口・広島)
- 怪談の道 (89、鳥取)
- 歌わない笛(90、岡山)
- 幸福の手紙(91、北海道)
- 沃野の伝説[上・下巻] (93、山形・長野) ※信濃のコロンボシリーズとのクロスオーバー作品
- 札幌殺人事件[上・下巻] (94、北海道)
- イーハトーブの幽霊 (97、岩手)
- 記憶の中の殺人 (99、長野)
- 華の下にて (100、京都)
- 蜃気楼 (101、富山・京都)
- 姫島殺人事件 (102、大分)
- 崇徳伝説殺人事件 (104、京都・香川)
- 皇女の霊柩 (106、長野・岐阜)
- 遺骨 (107、山口・栃木)
- 鄙の記憶 (109、秋田・静岡)
- 藍色回廊殺人事件 (112、徳島)
- はちまん[上・下巻] (113、高知・秋田)
- 黄金の石橋 (115、鹿児島・熊本)
- 氷雪の殺人 (116、北海道)
- ユタが愛した探偵 (118、沖縄・滋賀)
- 秋田殺人事件 (120、秋田)
- 貴賓室の怪人「飛鳥」編 (121、海外)
- 不知火海 (122、熊本・福岡)
- 鯨の哭く海 (124、和歌山・埼玉)
- 箸墓幻想 (126、奈良)
- 中央構造帯 (128、茨城・静岡)
- しまなみ幻想 (129、愛媛)
- 贄門島[上・下巻] (130、千葉・神奈川)
- 化生の海 (133、北海道・石川)
- 十三の冥府 (134、青森)
- イタリア幻想曲 貴賓室の怪人II (135、海外) ※貴賓室の怪人「飛鳥」編の続編
- 他殺の効用 (136)
  - 短編集（収録作「他殺の効用」「乗せなかった乗客」「透明な鏡」「ナイスショットは永遠に」「愛するあまり」）
- 上海迷宮 (137、海外)
- 風の盆幻想 (138、富山・岐阜)
- 逃げろ光彦 内田康夫と5人の女たち （139）
  - 短編集（収録作「埋もれ火」「飼う女」「濡れていた紐」「交歓殺人」「逃げろ光彦」）
- 悪魔の種子 (140、新潟・秋田)
- 棄霊島[上・下巻]（143、長崎・長野）

- 還らざる道（144、岐阜・愛知）
- 長野殺人事件（145、長野） ※信濃のコロンボシリーズとのクロスオーバー作品
- 幻香（146、栃木）
- 壺霊（150、京都）
- 砂冥宮（151、石川・富山）
- ぼくが探偵だった夏 （152、長野）※講談社ミステリーランド
- 教室の亡霊（153、群馬）
- 神苦楽島[上・下巻]（154、兵庫・三重）
- 不等辺三角形（155、宮城・愛知）
- 風のなかの櫻香（156、奈良・三重）
- 黄泉から来た女（157、山形・京都）
- 汚れちまった道（158、山口）※ヤマグチ・クロス（萩殺人事件と内容がリンク）
- 萩殺人事件（159、山口）※ヤマグチ・クロス（汚れちまった道と内容がリンク）
- 北の街物語（160、東京・埼玉）
- 遺譜 浅見光彦最後の事件[上・下巻][14]（161、兵庫・海外）
- 孤道 （163・和歌山）※絶筆、和久井清水が後を引き継ぎ完結（『孤道 完結編 金色（こんじき）の眠り』）
- 名探偵・浅見光彦全短編（166）
  - 短編集（収録作収録作「鏡の女」「地下鉄の鏡」「透明な鏡」「他殺の効用」「逃げろ光彦」「名探偵は居候」）

#### 浅見光彦シリーズ 紀行文・随筆・エッセイ集
- 浅見光彦のミステリー紀行 ※エッセイ集
  - 浅見光彦のミステリー紀行 第1集 (79)
  - 浅見光彦のミステリー紀行 第2集 (85)
  - 浅見光彦のミステリー紀行 第3集 (87)
  - 浅見光彦のミステリー紀行 第4集 (92)
  - 浅見光彦のミステリー紀行 第5集 (98)
  - 浅見光彦のミステリー紀行 第6集 (111)
  - 浅見光彦のミステリー紀行 第7集 (118)
  - 浅見光彦のミステリー紀行 第8集 (126)
  - 浅見光彦のミステリー紀行 第9集 (141)
  - 浅見光彦のミステリー紀行 番外編1 (95)
  - 浅見光彦のミステリー紀行 番外編2 (103)
- 軽井沢通信 浅見光彦からの手紙 (96) ※往復書簡
- 名探偵浅見光彦の食いしん坊紀行（119）※エッセイ集
- 名探偵浅見光彦のニッポン不思議(ミステリアス)紀行(123）※エッセイ集
- Escape 消えた美食家 (131) ※エッセイ集

### 信濃のコロンボシリーズ
- 死者の木霊(1、長野・三重) ※岡部警部（当時は警部補）も登場
- 戸隠伝説殺人事件 (7、長野)
- 「信濃の国」殺人事件 (19、長野)
- 北国街道殺人事件 (34、長野・新潟)
- 追分殺人事件 (45、長野・北海道)

### 岡部警部シリーズ
- 「萩原朔太郎」の亡霊 (4、群馬・神奈川)
- シーラカンス殺人事件 (8、神奈川)
- 倉敷殺人事件[15] (11、岡山・富山)
- 多摩湖畔殺人事件 (12、山形・兵庫) ※橋本千晶シリーズ
- 「横山大観」殺人事件 (17、秋田・長野)
- 十三の墓標 (32、京都)

### フルムーン探偵シリーズ
- 湯布院殺人事件 (49、大分)
- 釧路湿原殺人事件 (57、北海道)
- 南紀殺人事件（165）
  - 短編集（収録作「還らざる柩」「鯨の哭く海」「龍神の女」）

### その他

#### 単発ミステリー
- 本因坊殺人事件 (2、秋田・静岡)
- 遠野殺人事件 (6、岩手)
- 夏泊殺人岬 (10、青森・三重)
- 明日香の皇子 (15、奈良)
- 杜の都殺人事件 (21、宮城)
- 王将たちの謝肉祭 (24、東京)

##### 短編集
- パソコン探偵の名推理 (14) ※パソコン探偵ゼニガタシリーズ
- 盲目のピアニスト (26)
- 軽井沢の霧の中で (29)
- 少女像（ブロンズ）は泣かなかった (47) ※橋本千晶シリーズ
- 死線上のアリア (83)
- 妖しい詩韻（147）※ショートショート

##### 再録短編集
- 龍神の女 内田康夫と5人の名探偵 (132)
  - 短編集（収録作「龍神の女」「鏡の女」「少女像は泣かなかった」「優しい殺人者」「ルノアールの男」）
- 浅見光彦と七人の探偵たち

#### ファンタジー
- 靖国への帰還（148）

#### 歴史小説
- 地の日 天の海（149）

#### 随筆・エッセイ集など
- 我流ミステリーの美学 内田康夫自作解説第1集 (105) ※自作解説集
- 存在証明 (108) ※エッセイ集
- 全面自供 浅見光彦と内田康夫 いいたい放題 (110) ※対談集
- ふりむけば飛鳥 浅見光彦世界一周船の旅 (114) ※エッセイ集
- 歌枕かるいざわ (127) ※歌集
- 不思議航海（142) ※エッセイ集
- 浅見光彦の日本不思議舞台地の旅（162）※エッセイ集
- 愛と別れ 夫婦短歌（164） ※歌集

#### 関連書籍
- 浅見光彦を追え ミステリアス信州
- 極秘調査ファイル1 浅見光彦の秘密（内田康夫監修 / 浅見光彦倶楽部編著）
- 極秘調査ファイル2 浅見光彦の真実（内田康夫監修 / 浅見光彦倶楽部編著）

#### オーディオブック
- 『他殺の効用』 2007年（USEN・ことのは出版）

## 劇中人物としての内田康夫
内田康夫は自作の小説の中に「小説家・内田康夫」なるキャラクターを登場させている。プロフィールは作者である内田康夫のものに準ずる。小説内において『軽井沢のセンセ』という愛称で呼ばれており、交友範囲も広い。
主に『浅見光彦シリーズ』に登場し、浅見から事件のレポートを受け取りそれを小説にするという役柄を持つ（ただしめったに事件に首を突っ込まないし、浅見のために何かをするわけでもない。いわゆる「ワトソン役」ではなく、『怪盗アルセーヌ・ルパン』におけるモーリス・ルブランに近い）。「内田康夫」は浅見からすれば厄介事を持ってくる張本人の一人であり敬遠したい相手と設定されている。
内田本人が本人役として出演したことがあるほか、2008年のフジテレビ版浅見光彦シリーズでは伊東四朗が演じている。令和版の岩田主演版にはフジテレビ版の初代浅見光彦を演じた榎木孝明が演じている。ゲームでの内田役の声は小川真司が務めた。

## 映像化された作品

### テレビドラマ
- 日本テレビ

- - 『火曜サスペンス劇場』
    - 182566の死者 主演:伊藤つかさ 製作:日本テレビ （「多摩湖畔殺人事件」を改題）
    - 浅見光彦ミステリー 主演:水谷豊 製作:日本テレビ、近代映画協会
    - 貴賓室の怪人 主演:高嶋政伸 製作:日本テレビ
    - フルムーン旅情ミステリー 主演:二谷英明、白川由美 製作:日本テレビ 備考:第1作と第2作のみ原作

- TBS

- - 『月曜ドラマスペシャル』⇒『月曜ミステリー劇場』⇒『月曜ゴールデン』⇒『月曜名作劇場』
    - 浅見光彦シリーズ 主演:辰巳琢郎（第1作-第13作）⇒沢村一樹（第14作-第31作）⇒速水もこみち（第32作-第35作）⇒平岡祐太（新・第1作-) 製作:TBS、テレパック
    - 信濃のコロンボシリーズ 主演:寺脇康文 製作:TBS、テレパック
    - 岡部警部シリーズ 主演：高橋 克典 製作:TBS、テレパック

  - 『水曜劇場』
    - 浅見光彦〜最終章〜 主演:沢村一樹 製作:TBS、テレパック

  - 『月曜ドラマスペシャル』
    - 戸隠伝説殺人事件 主演:布施博 製作:泉放送制作、TBS

  - 『ザ・サスペンス』
    - 後鳥羽伝説殺人事件 主演:国広富之 製作:TBS

- フジテレビ

- - 『金曜エンタテイメント』⇒『金曜プレステージ』⇒『赤と黒のゲキジョー』⇒『金曜プレミアム』
    - 浅見光彦シリーズ 主演:榎木孝明（第1作-第14作）⇒中村俊介（第15作-第53作） 製作:フジテレビ、彩の会、東映

  - 『金曜エンタテイメント』
    - 信濃のコロンボシリーズ 主演:堺正章 製作:フジテレビ

  - 『金曜プレステージ』
    - 湯布院殺人事件 主演:渡瀬恒彦、名取裕子 製作:フジテレビ、彩の会
    - 岡部警部シリーズ 主演:近藤真彦 製作:フジテレビ

- テレビ朝日

- - 『土曜ワイド劇場』
    - 内田康夫サスペンス・福原警部 主演:石塚英彦 製作:テレビ朝日、東阪企画
    - 小樽殺人事件 主演:篠田三郎 製作:テレビ朝日

- テレビ東京

- - 『水曜女と愛とミステリー』⇒『水曜ミステリー9』⇒『水曜シアター9』
    - 信濃のコロンボ事件ファイル 主演:中村梅雀 製作:テレビ東京、BSジャパン、G・カンパニー

  - 『水曜女と愛とミステリー』
    - 和泉教授夫妻 主演:橋爪功、いしだあゆみ 製作:テレビ東京、BSジャパン

  - 『水曜ミステリー9』
    - 内田康夫サスペンス 主演:遠藤憲一 製作:テレビ東京、BSジャパン

  - 『月曜プレミア8』
    - 新・信濃のコロンボ 主演:伊藤淳史 製作:テレビ東京、G・カンパニー[17]
    - 浅見光彦シリーズ (テレビ東京のテレビドラマ) 主演:岩田剛典 製作:テレビ東京、BSテレビ東京、TSP

### 映画
- 天河伝説殺人事件

## 出演

### テレビドラマ
- 月曜ドラマスペシャル・浅見光彦シリーズ1 
  - 『高千穂伝説殺人事件』（1994年4月25日、TBS） 本人役
- 金曜エンタテイメント・浅見光彦シリーズ4
  - 『津和野殺人事件』（1997年7月25日、フジテレビ）
- 金曜エンタテイメント・浅見光彦シリーズ7
  - 『恐山殺人事件』（1998年11月20日、フジテレビ）
- 金曜エンタテイメント・浅見光彦シリーズ 14
  - 『黄金の石橋』（2002年4月12日、フジテレビ） 本人役
- 金曜プレステージ・浅見光彦シリーズ29
  - 『熊野古道殺人事件』（2008年1月18日、フジテレビ）
- 金曜プレステージ・浅見光彦シリーズ30
  - 『天河伝説殺人事件』（2008年1月25日、フジテレビ）

### バラエティ
- ぴったんこカン・カン（2009年10月16日、TBS） - VTRゲスト出演

### 歴史・紀行
- 長野朝日放送開局10周年記念番組「内田康夫歴史ロマン 中山道ミステリー紀行」（2001年5月13日、テレビ朝日）

### ドラマCD
- 浅見光彦シリーズ - ナレーション
  - 浅見光彦シリーズ「後鳥羽伝説殺人事件」（2010年9月23日、フロンティアワークス）
  - 浅見光彦シリーズ「天河伝説殺人事件」（2010年11月24日、フロンティアワークス）